# Ружин Зоя Володимирівна
Зоя Володи́мирівна Ру́жин (нар. 16 лютого 1953, с. Дмитрівка, Петропавлівського району Дніпропетровської області) — поетеса, громадський діяч, авторка десятка поетичних збірок, текстів пісень. Заслужений працівник культури України (2006), голова всеукраїнського ГО «Поступ жінок-мироносиць». Ініціатор та організатор проекту «Мистецький спецназ», який засобами мистецтва надихає воїнів АТО.

## Біографія
Закінчивши у 1970 році середню школу в с. Дмитрівка, здобула професійну освіту на Київському заводі художнього скла, картонажник 3 розряду. У 1975 році закінчила Дніпропетровське державне художнє училище ім. Є. Вучетича, здобувши середньо-спеціальну освіту за спеціальністю вчителя креслення та малювання, а 1981 році закінчила Одеський державний педагогічний інститут ім. К.  Д. Ушинського.
З 1975 по 1995 роках — вчитель креслення та малювання, організатор з позакласної роботи, вихователь.
З 1995 по 1997 роках — старший науковий співробітник Центру народної творчості Дніпропетровської області.
З 2003 року керівник культурно-просвітницького центру «Золоте зерно» Міжрегіонального вищого професійного училища зв'язку в м. Києві.

## Творчий доробок
В творчому доробку понад 100 пісенних творів, є в репертуарі
- Ансамблю солістів «Благовість»,
- Заслуженого Ансамблю пісні і танцю Збройних Сил України,
- Національної капели бандуристів України, інших.

Вона написала:
- 14 колядок й щедрівок спільно — із композиторами Левком та Жанною Колодуб.
- Приблизно 40 колискових пісень на музику українських композиторів.
- Пісенні твори у збірці «Україна є, Україна буде!» (2004): включаючи пісні «Україна є, Україна буде!», муз. Ростислава Демчишина; «Дорога моя земля», «Яблуневий дзвін», муз. Володимира Павліковського; «Материнський оберіг», муз. Дмитра Антонюка.
- Слова, на які написано гімн м. Канева, муз. Володимира Павліковського та гімн с. Шевченкове муз. Ю. Решетара.
- Близько десяти видань для дітей та дорослих з морально-етичної, християнської, патріотичної тематики, зокрема: нотний збірник (під супровід бандури) «Україна є, Україна буде!», «Золоті колоски», «Дарунок неба», «Віночок», «З Неподільного зерна», речитативи «Дорога моя земля» та інші.

## Громадська діяльність
Голова Всеукраїнського громадського об'єднання «Поступ жінок — мироносиць», член Правління МГО «Земляцтво Придніпров'я» та Національної Ради жінок України; Почесний Громадянин с. Шевченкове (Батьківщина Тараса Шевченка); генерал-майор МГО «Козацтво України», голова Ради Берегинь Черкаського обласного козацького товариства ВГО «Українське реєстрове козацтво».
Організовувала виготовлення монументу поетесі Ф. Карпенко та меморіальної дошки Академіку космонавтики В.Сайгаку, заступник голови експедиції В.Степанюка «Українські дороги Шевченка»; керівник Всеукраїнської акції «Тарасова Верба», керівник «Мистецького спецназу», співзасновник та ведуча Мистецької вітальні «Сила духу України». Ініціатор та багаторічний виконавець акції «Обніміться ж, брати мої…», яку проводила в м. Каневі спільно з адміністрацією, земляцтвами, козацтвом, митцями та громадськістю. Популяризатор Петриківського розпису та Трипільської культури.

## Цікавинки
Є авторкою 40 унікальних плетених вінків із колосся пшениці — сягають розмірів до 150 см у висоту.